# Birth of a new age
Birth of a new age is een single van Jeangu Macrooy uit 2021. Hij schreef de tekst en muziek samen met Pieter Perquin. Het was de inzending van Nederland tijdens het Eurovisiesongfestival van 2021 en bereikte plaats 23. De single werd op 5 maart 2021 in het   programma Aan De Slag! Op NPO Radio 2 verkozen tot NPO Radio 2 Top Song van de week.

## Eurovisiesongfestival 2021
Birth of a new age was de inzending van Nederland tijdens het Eurovisiesongfestival van 2021. Door de winst van de Nederlander Duncan Laurence in 2019 werd het festival in Nederland gehouden en zong Macrooy in de finale (zonder halve finale) op 22 mei 2021 in Rotterdam Ahoy.
Door de coronapandemie ging het festival in 2020 niet door, waarin Macrooy Grow zou opvoeren. Het festival in 2021 werd vanwege de pandemie als proefevenement met een beperkt aantal bezoekers (fieldlab) georganiseerd.
Op het festival kreeg het lied van de televoting geen enkel punt. Er waren wel 11 punten vanuit de vakjury's, waardoor het lied op de op drie na laatste plaats eindigde.

## Release muziekvideo
Op 4 maart 2021 maakten Macrooy en de omroep AVROTROS via een livestream bekend dat Birth of a new age de Nederlandse inzending zou worden tijdens het Eurovisiesongfestival. Een dag later werd ook de officiële videoclip gepresenteerd. De opnames hiervoor zijn gemaakt in het Rijksmuseum, Tropenmuseum en de Koepelkerk, onder regie van Kevin Osepa en cinematografie van Jasper Wolf.

## Muurschildering

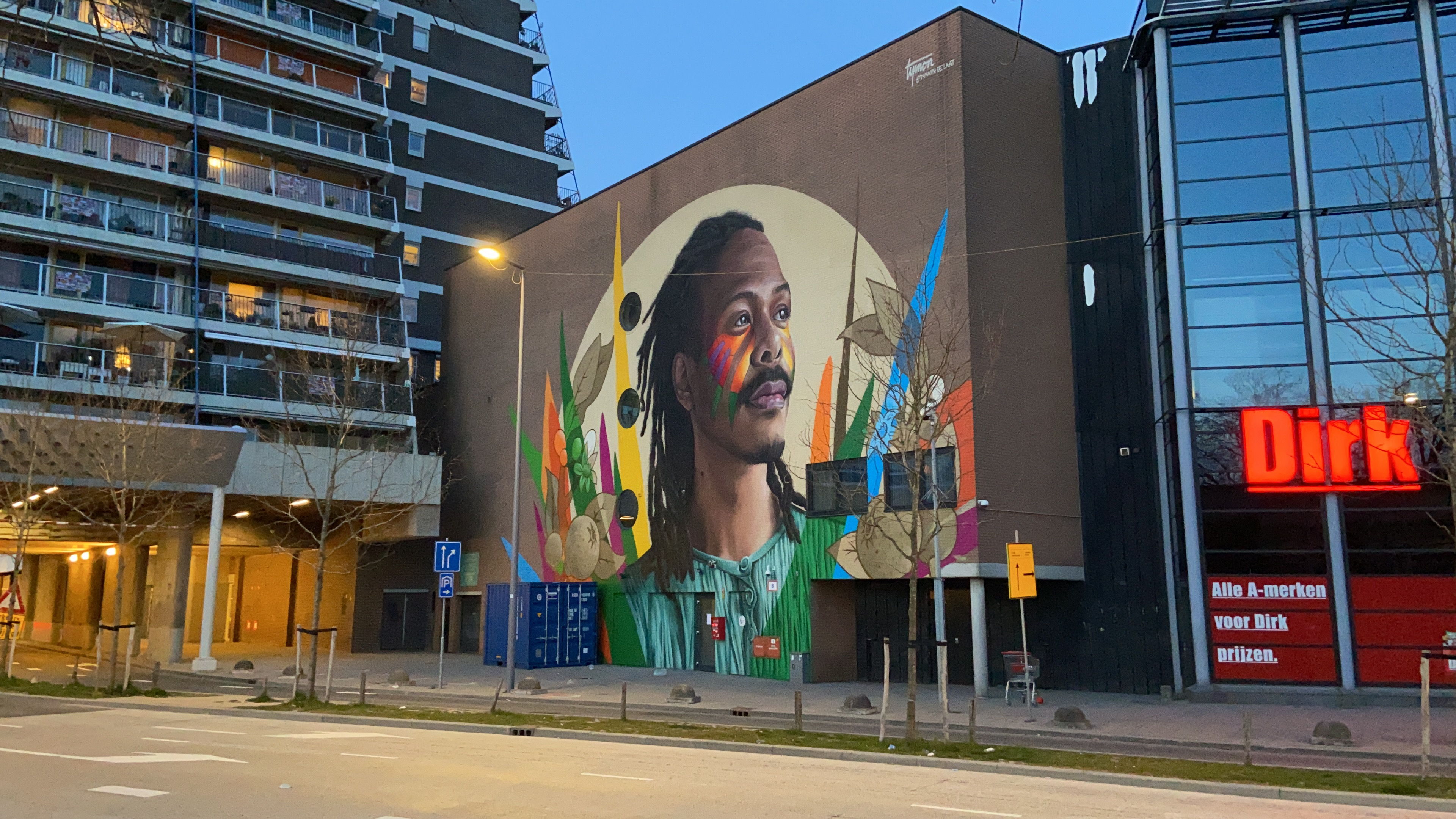
Muurschildering van Macrooy in Rotterdam, door de Rotterdamse kunstenaar Tymon de Laat

Ter gelegenheid van het kunstenaarsproject #UPStreetRotterdam rondde Tymon de Laat op 19 april 2021 zijn kunstwerk met de titel Birth of a new age af. Hij maakte de muurschildering naast Ahoy en plaatste vanaf een hoogwerker zijn handtekening met naast hem Macrooy.

## Compositie
Het muziekgenre ligt tegen soul aan en heeft door het gebruik van de percussie en de wisseling tussen vraag-en-antwoord elementen uit de kawina, een muziekstijl die afkomstig is uit Suriname, het geboorteland van Macrooy. Voor het koor zijn bij elkaar zestig stemmen gebruikt die in de praktijk door drie personen zijn ingezongen: Jeangu Macrooy, zijn tweelingbroer Xillan Macrooy en zangeres A Mili. Los daarvan is aan het begin de stem van Pieter Perquin te horen.
De basis van het lied is afkomstig van Macrooy en had hij op 17 december 2020 af. Daarna werkte hij er met Pieter Perquin aan verder. Bij het componeren zijn ze niet uitgegaan van een basisstructuur als couplet-refrein-couplet-refrein-brug-refrein, maar bouwden ze het lied stukje voor stukje op en probeerden iets nieuws als dat in hen opkwam. Door het begin met een koor lijkt het hierdoor alsof het lied twee refreinen bevat en een slot dat er apart van staat.

## Tekst
Aan de basis van het lied ligt een gedicht van Macrooy dat hij Perquin liet lezen. Volgens Macrooy was de tekst er niet geweest zonder de ontwikkelingen in 2020 rond Black Lives Matter. Die gaven hem het gevoel dat de strijd waar zestig jaar geleden al voor gestreden werd niet verloren is. De demonstraties deden veel met hem, waarbij het hem inspireerde dat hij niet alleen zwarte mensen om zich heen zag en er veel jonge mensen bij waren. "Dat is dan ook die nieuwe tijd waarover ik zing," aldus de zanger.
Tijdens het componeren ontstond gaandeweg het idee om ook delen in het Sranantongo te zingen, wat de taal is van het refrein terwijl het couplet Engelstalig is. Het gaat om de volgende zin die een aantal malen herhaald wordt: "Yu no man broko mi, mi na afu sensi." Een vrije vertaling hier voor is: "Ik ben niet kapot te krijgen, ook al denk je dat ik minderwaardig ben." Het laatste deel van de zin betekent letterlijk "dat ik een halve cent ben", wat ooit in Nederland en koloniaal Suriname het kleinste betaalmiddel was. Macrooy maakt hier gebruik van wat in Suriname een odo wordt genoemd, oftewel een levenswijsheid zoals die in de tijd van de slavernij werd doorgegeven. In 2021 is het in Suriname een uitspraak die gedaan wordt wanneer iemand zich in een hoek geduwd voelt en zijn waardigheid wil tonen.
Het Sranantongo ontstond in de 17e eeuw doordat het Nederlands niet door slaafgemaakten gesproken mocht worden, terwijl zij zelf geen gemeenschappelijke Afrikaanse achtergrond hadden. Later werd juist het Sranantongo verboden en het Nederlands verplicht, en werd er sinds de emancipatie in de jaren 1950 tegen aangekeken als een minderwaardige taal waarvan het gebruik sterk ontmoedigd moest worden. Sinds de onafhankelijkheid breidde het gebruik zich uit tot een wijdverspreide omgangstaal. Met Birth of a new age was het Sranantongo op een wereldwijd podium te horen.

## Trivia
Bij de liedtekst Yu no man broko mi dachten veel Nederlanders het woord broccoli te horen, omdat zij meestal geen Sranantongo verstaan. Dit verschijnsel wordt wel een mondegreen of mama appelsap genoemd. Door de broccoligrappen op sociale media en de inhaakreclame van een grote supermarktketen zou de verwijzing naar het slavernijverleden buiten beeld zijn geraakt.

## Hitnoteringen
In de week van het songfestival staat de single op nummer 2 van de Magic 10 in Suriname. Op het songfestival bereikte het lied plaats 23 in de finale. In de Nederlandse en Vlaamse hitlijsten was het verloop als volgt:

### B2B Single Top 100
| Hitnotering: van 22 mei 2021 t.e.m. 05 juni 2021 | Hitnotering: van 22 mei 2021 t.e.m. 05 juni 2021 | Hitnotering: van 22 mei 2021 t.e.m. 05 juni 2021 | Hitnotering: van 22 mei 2021 t.e.m. 05 juni 2021 |
| Week:                                            | 1                                                | 2                                                | 3                                                |
| ------------------------------------------------ | ------------------------------------------------ | ------------------------------------------------ | ------------------------------------------------ |
| Positie:                                         | 83                                               | 30                                               | 84                                               |

### Nederlandse Top 40
| Hitnotering: week 13 t/m 20 maart in 2021 | Hitnotering: week 13 t/m 20 maart in 2021 | Hitnotering: week 13 t/m 20 maart in 2021 | Hitnotering: week 13 t/m 20 maart in 2021 |
| Week:                                     | 1                                         | 2                                         |                                           |
| ----------------------------------------- | ----------------------------------------- | ----------------------------------------- | ----------------------------------------- |
| Positie:                                  | 37                                        | 39                                        | uit                                       |